# Tomocyrba
Tomocyrba Simon, 1900 è un genere di ragni appartenente alla Famiglia Salticidae.

## Distribuzione
Le sei specie oggi note di questo genere sono tutte endemiche del Madagascar.

## Tassonomia
A dicembre 2010, si compone di sei specie:
- Tomocyrba barbata Simon, 1900 — Madagascar
- Tomocyrba berniae Szüts & Scharff, 2009 — Madagascar
- Tomocyrba decollata Simon, 1900[2] — Madagascar
- Tomocyrba griswoldi Szüts & Scharff, 2009 — Madagascar
- Tomocyrba thaleri Szüts & Scharff, 2009 — Madagascar
- Tomocyrba ubicki Szüts & Scharff, 2009 — Madagascar

### Specie trasferite
- Tomocyrba andasibe Maddison & Zhang, 2006; trasferita al genere Tomobella[1]
- Tomocyrba holmi Prószynski & Zabka, 1983; trasferita al genere Tomomingi[1]
- Tomocyrba keinoi Prószynski & Zabka, 1983; trasferita al genere Tomomingi[1]
- Tomocyrba kikuyu Prószynski & Zabka, 1983; trasferita al genere Tomomingi[1]
- Tomocyrba masai Prószynski & Zabka, 1983; trasferita al genere Tomomingi[1]
- Tomocyrba sjostedti Lessert, 1925; trasferita al genere Tomomingi[1]